# Beret

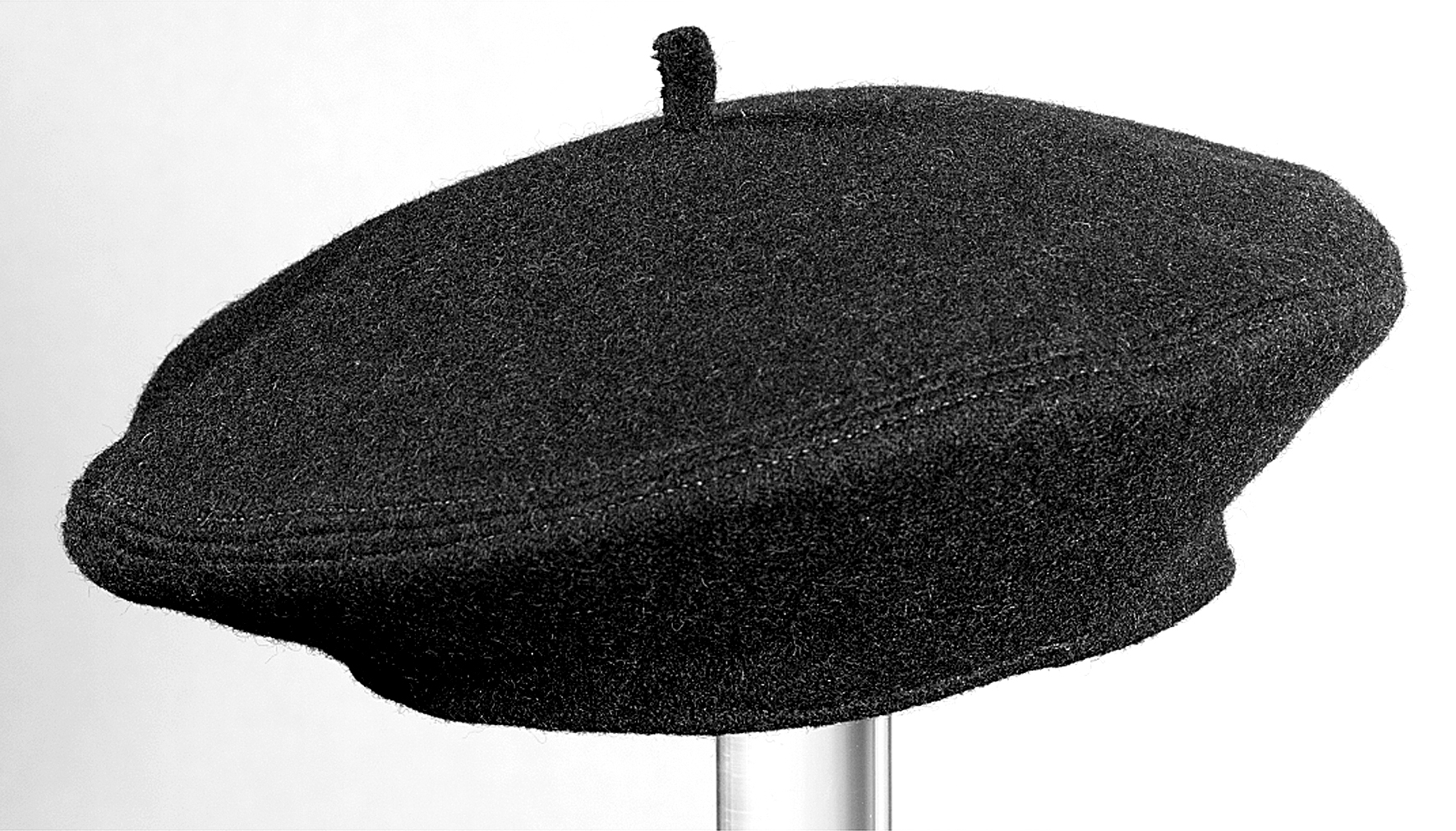
Beret

Beret (z fr. béret) – miękkie, płaskie, okrągłe nakrycie głowy bez daszka czy otoku, wykonywane  z filcu, moheru, aksamitu lub dzianiny; bywa wykończony małym ogonkiem na górze, tzw. antenką. 
Na początku beret był głównie męskim nakryciem głowy. W XV wieku upowszechnił się jako nakrycie głowy warstw wykształconych. Z czasem zaczął być noszony przez artystów, przeniknął też do ubioru warstw niższych – żołnierzy zaciężnych, pasterzy, robotników. W XX wieku wszedł także do ubioru kobiecego jako oznaka niezależności i emancypacji.

## W wojsku

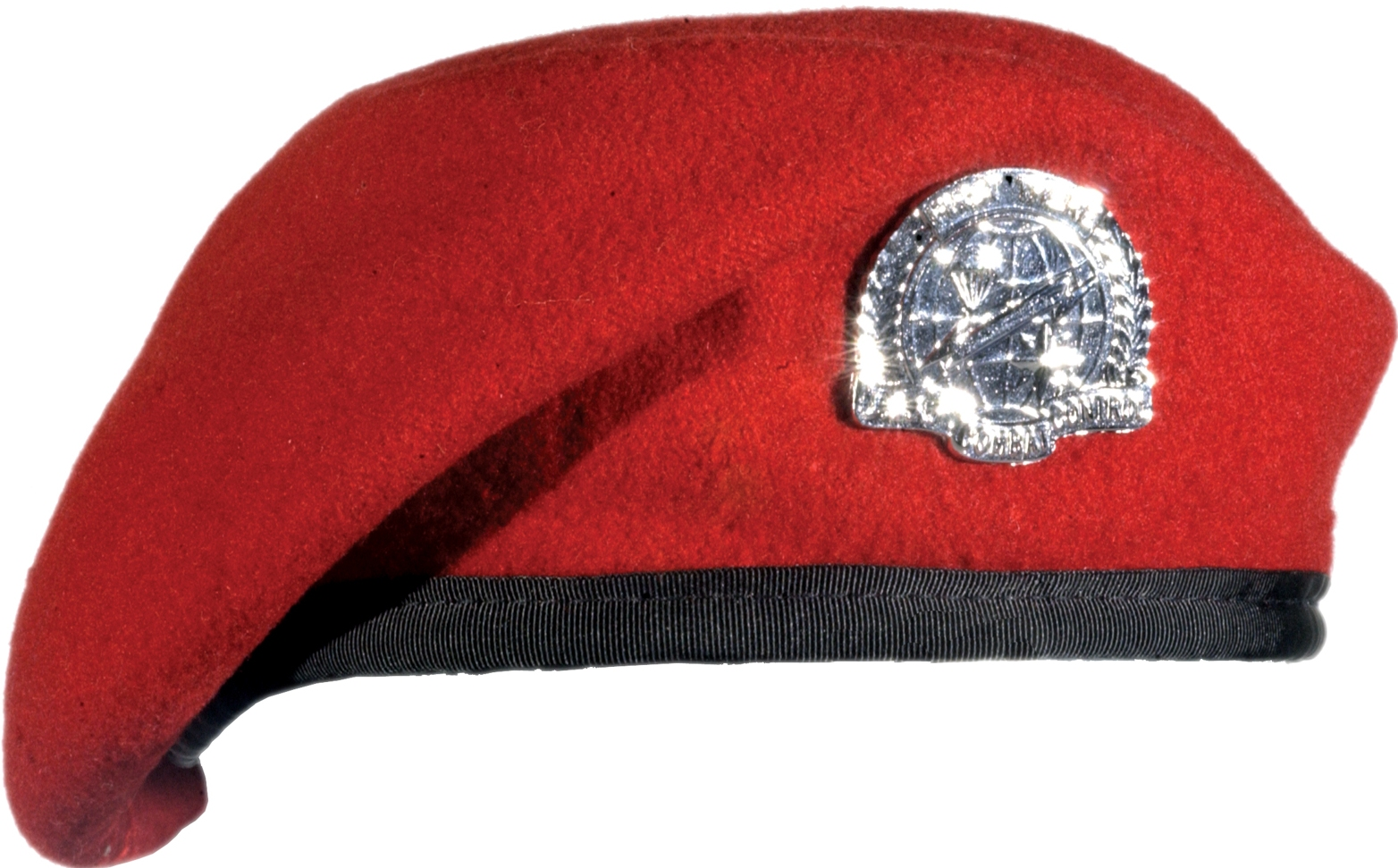
Beret amerykańskiej formacji wojskowej CCT

Berety stanowią część umundurowania wielu jednostek wojskowych na całym świecie. Zazwyczaj żołnierze noszą je przekrzywione na prawą stronę, ale w niektórych armiach europejskich (np. francuskiej) berety noszone są przekrzywione na lewą stronę. Kolor beretu oznacza najczęściej rodzaj formacji wojskowej, do której należy noszący go żołnierz.
Historia użycia beretu w wojsku sięga przynajmniej XVI wieku, gdy ozdobny beret bywał stałym elementem ekstrawaganckiego ubioru landsknechtów. Do formalnego umundurowania współczesnych wojsk wprowadzono beret po raz pierwszy w końcu XIX wieku, kiedy we Francji stworzono oddziały strzelców alpejskich.

### W Wojsku Polskim

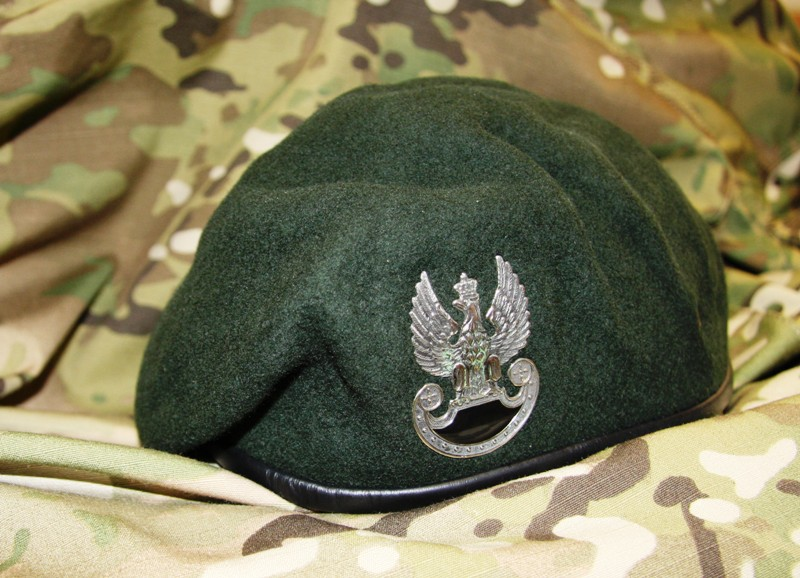
Beret polskich Wojsk Specjalnych

W okresie międzywojennym czarne berety nosili żołnierze jednostek pancernych i zmotoryzowanych. Podczas II wojny światowej od roku 1943 wszystkie jednostki lądowe Polskich Sił Zbrojnych nosiły berety. Wynikało to z zastąpienia przez Brytyjczyków furażerek beretami. W okresie PRL były używane przez żołnierzy Marynarki Wojennej (czarne), oddziałów i pododdziałów czołgów (czarne), powietrznodesantowych i specjalnych (bordowe) oraz jednostki obrony wybrzeża (jasnoniebieskie). Ponadto żołnierze wszystkich rodzajów wojsk do ubrania roboczego nosili beret granatowy. 
Po roku 1990 berety stały się typowym elementem umundurowania w Wojsku Polskim.
Zgodnie z przepisami (§ 13. ust 2. oraz § 32. ust. 4. pkt 2) rozporządzenia Ministra Obrony Narodowej z dnia 2 grudnia 2004 z późniejszymi zmianami w sprawie wzorów oraz noszenia umundurowania i oznak wojskowych przez żołnierzy zawodowych i kandydatów na żołnierzy zawodowych (Dz.U. z dnia 13 stycznia 2005) w Polsce żołnierze oraz słuchacze uczelni wojskowych noszą berety w kolorach:
- czarnym – w Marynarce Wojennej i JW Nr 4026, w jednostkach pancernych, pododdziałach czołgów i jednostkach 11 Dywizji Kawalerii Pancernej
- bordowym – w jednostkach desantowo-szturmowych, powietrznodesantowych  i jednostkach wojskowych kawalerii powietrznej
- niebieskim – w jednostkach obrony wybrzeża i Centrum Szkolenia Na Potrzeby Sił Pokojowych
- szkarłatnym – w jednostkach Żandarmerii Wojskowej
- brązowym – były noszone w jednostkach obrony terytorialnej w LWP oraz do 2008 roku.
- oliwkowym –  w obecnych jednostkach obrony terytorialnej
- szarym – w Jednostce Wojskowej Nr 2305 (GROM)
- szafirowym - w Nadwiślańskich Jednostkach Wojskowych Ministerstwa Spraw Wewnętrznych w latach 1993 - 2001
- zielonym – w pozostałych jednostkach Wojsk Lądowych
- ciemnozielonym (zielona czerń) – w Wojskach Specjalnych (z wyjątkiem Jednostek Wojskowych Nr 2305 i Nr 4026)[1]

Czarne berety używane są często przez weteranów II wojny światowej z Armii Krajowej. Ponadto spotyka się berety stalowe w niektórych jednostkach przynależących do Sił Powietrznych.

### W innych polskich służbach mundurowych
- Czarny – Kadeci SAPSP (Szkoły Aspirantów Państwowej Straży Pożarnej) oraz strażacy używają beretów jako część munduru służbowego w którym wykonują swoje czynności. Beret jest noszony na prawą stronę; Straż Graniczna, funkcjonariusze noszący polowe umundurowanie marynarki wojennej[2].
- Stalowy – Straż Graniczna, funkcjonariusze noszący polowe umundurowanie sił powietrznych[2].
- Granatowy – SPKP (Samodzielny Pododdział Kontrterrorystyczny Policji).
- Ciemnogranatowy – Agencja Wywiadu[3]
- Jasnozielony – Straż Graniczna (obecnie zastąpione przez czapki typu kepi).
- Zielony – Służba Kontrwywiadu Wojskowego[4] i Służba Wywiadu Wojskowego[5].
- Szafirowy – Biuro Ochrony Rządu; nieistniejące Nadwiślańskie Jednostki Wojskowe MSWiA.